# Colonial Office
Het Colonial Office was een Brits overheidsdepartement van het Koninkrijk Groot-Brittannië en vervolgens het Verenigd Koninkrijk van Groot-Brittannië en Ierland.
Het werd oorspronkelijk opgericht om Brits Noord-Amerika te besturen maar overzag vervolgens een stijgend aantal Britse koloniën van het Britse Rijk. Ondanks zijn naam was het 'Colonial Office' nooit verantwoordelijk voor alle overzeese gebieden van het Britse Rijk: haar rol over de dominions veranderde doorheen de tijd, protectoraten vielen onder het 'Foreign Office' en India werd tot 1858 door de 'Britse Oost-Indische Compagnie', en als gevolg van de Indiase opstand van 1857, vanaf 1858 door de 'India Office' geleid.
Aan het hoofd van het 'Colonial Office' stond de 'Secretary of State for the Colonies', ook wel de 'Colonial Secretary' genoemd.

## Het eerste 'Colonial Office' (1768–1782)
Tot 1768 vielen de Britse koloniën gedeeltelijk onder de verantwoordelijkheid van de 'Secretary of State for the Southern Department', en van een orgaan dat deel van de 'Privy Council van het Verenigd Koninkrijk' uitmaakte, ook wel de 'Board of Trade and Plantations' genoemd.
In 1768 werd het Amerikaanse of koloniaal departement opgericht om Brits Noord-Amerika te besturen. In 1782, na de Amerikaanse Onafhankelijkheidsoorlog, werd het departement ontbonden. De overblijvende koloniën werden onder de verantwoordelijkheid van het 'Home Office' gebracht en later, vanaf 1801, onder de verantwoordelijkheid van het 'War Office'.

## Het 'War and Colonial Office' (1801-1854)
Vanwege het toenemende belang van de koloniën werd het 'War Office'  in 1801 tot het 'War and Colonial Office' omgedoopt, en onder de verantwoordelijkheid van een 'Secretary of State for War and the Colonies' geplaatst. In 1825 werd de functie van 'Under-Secretary of State for the Colonies' in het leven geroepen. Robert William Hay bekleedde deze functie als eerste. Hij werd opgevolgd door James Stephen, Herman Merivale, Frederic Rogers, Robert Herbert en Robert Henry Meade.

## Het tweede 'Colonial Office' (1854–1966)
Het 'War and Colonial Office' werd in 1854 opgesplitst. Een nieuw 'Colonial Office' onder de verantwoordelijkheid van een 'Secretary of State for the Colonies' werd opgericht. Het 'Colonial Office' was niet voor alle Britse overzeese gebieden verantwoordelijk: Brits-Indië en de nabijgelegen Britse gebieden vielen vanaf 1854 onder het 'India Office', en andere meer informele protectoraten zoals het Kedivaat Egypte vielen onder het 'Foreign Office'.
De toenemende onafhankelijkheid van de dominions - Australië, Canada, Nieuw-Zeeland, Newfoundland en Zuid-Afrika - na de Imperiale Conferentie van 1907, leidde tot de oprichting van een 'Dominion Division' binnen het 'Colonial Office'. In 1925 werd de functie van 'Secretary of State for Dominion Affairs' in het leven geroepen.
Op 16 april 1947 plaatste Irgoen een bom in het 'Colonial Office' maar de bom ontplofte niet. Irgoen had in 1946 reeds een geslaagde bomaanslag op de Britse ambassade in Rome gepleegd.
Na de onafhankelijkheid in 1947 van de Dominion India en de Dominion Pakistan, werden het 'Dominion Office' en 'India Office' samengevoegd tot het 'Commonwealth Relations Office'.
In 1966 werden het 'Commonwealth Relations Office' en 'Colonial Office' samengevoegd en vormden het 'Commonwealth Office'. Twee jaar later smolten het 'Commonwealth Office' en 'Foreign Office' tot het 'Foreign and Commonwealth Office' samen.
Het 'Colonial Office' had haar kantoren in de 'Foreign and Commonwealth Office Main Building' te Whitehall in Londen.

## The Colonial Office List
Vanaf 1862 publiceerde het 'Colonial Office' historische en statistische informatie aangaande de Britse koloniën in The Colonial Office List. Tussen 1926 en 1940 stond de uitgave bekend als The Dominions Office and Colonial Office List. Nog later werd het de Commonwealth Relations Office Year Book en de Commonwealth Office Year Book. Bovenop de officiële uitgave van het 'Colonial Office' gaf 'Waterlow and Sons' een aangepaste versie uit. Het is soms moeilijk om de twee versies in bibliotheekcatalogusbeschrijvingen van elkaar te onderscheiden.

## Tijdlijn
| Geschiedenis van de Engelse en Britse departementen verantwoordelijk voor buitenlandse zaken en deze met verantwoordelijkheid over de koloniën, dominions en het gemenebest | Geschiedenis van de Engelse en Britse departementen verantwoordelijk voor buitenlandse zaken en deze met verantwoordelijkheid over de koloniën, dominions en het gemenebest | Geschiedenis van de Engelse en Britse departementen verantwoordelijk voor buitenlandse zaken en deze met verantwoordelijkheid over de koloniën, dominions en het gemenebest                              | Geschiedenis van de Engelse en Britse departementen verantwoordelijk voor buitenlandse zaken en deze met verantwoordelijkheid over de koloniën, dominions en het gemenebest                              | Geschiedenis van de Engelse en Britse departementen verantwoordelijk voor buitenlandse zaken en deze met verantwoordelijkheid over de koloniën, dominions en het gemenebest                              | Geschiedenis van de Engelse en Britse departementen verantwoordelijk voor buitenlandse zaken en deze met verantwoordelijkheid over de koloniën, dominions en het gemenebest                              | Geschiedenis van de Engelse en Britse departementen verantwoordelijk voor buitenlandse zaken en deze met verantwoordelijkheid over de koloniën, dominions en het gemenebest                              | Geschiedenis van de Engelse en Britse departementen verantwoordelijk voor buitenlandse zaken en deze met verantwoordelijkheid over de koloniën, dominions en het gemenebest                              | Geschiedenis van de Engelse en Britse departementen verantwoordelijk voor buitenlandse zaken en deze met verantwoordelijkheid over de koloniën, dominions en het gemenebest                              | Geschiedenis van de Engelse en Britse departementen verantwoordelijk voor buitenlandse zaken en deze met verantwoordelijkheid over de koloniën, dominions en het gemenebest                                                                                 |
| --- | --- | --- | --- | --- | --- | --- | --- | --- | --- |
| Northern Department 1660–1782 'Secretary of State for the Northern Department' 'Under-secretary of state for the Northern department'                                       | Northern Department 1660–1782 'Secretary of State for the Northern Department' 'Under-secretary of state for the Northern department'                                       | Foreign and Commonwealth Office 1782–1968 'Secretary of State for Foreign and Commonwealth Affairs' 'Minister of State for Foreign Affairs' 'Parliamentary Under-Secretary of State for Foreign Affairs' | Foreign and Commonwealth Office 1782–1968 'Secretary of State for Foreign and Commonwealth Affairs' 'Minister of State for Foreign Affairs' 'Parliamentary Under-Secretary of State for Foreign Affairs' | Foreign and Commonwealth Office 1782–1968 'Secretary of State for Foreign and Commonwealth Affairs' 'Minister of State for Foreign Affairs' 'Parliamentary Under-Secretary of State for Foreign Affairs' | Foreign and Commonwealth Office 1782–1968 'Secretary of State for Foreign and Commonwealth Affairs' 'Minister of State for Foreign Affairs' 'Parliamentary Under-Secretary of State for Foreign Affairs' | Foreign and Commonwealth Office 1782–1968 'Secretary of State for Foreign and Commonwealth Affairs' 'Minister of State for Foreign Affairs' 'Parliamentary Under-Secretary of State for Foreign Affairs' | Foreign and Commonwealth Office 1782–1968 'Secretary of State for Foreign and Commonwealth Affairs' 'Minister of State for Foreign Affairs' 'Parliamentary Under-Secretary of State for Foreign Affairs' | Foreign and Commonwealth Office 1782–1968 'Secretary of State for Foreign and Commonwealth Affairs' 'Minister of State for Foreign Affairs' 'Parliamentary Under-Secretary of State for Foreign Affairs' | Foreign and Commonwealth Office 1968–2020 Foreign, Commonwealth and Development Office 2020- 'Secretary of State for Foreign and Commonwealth Affairs' 'Minister of State for Foreign Affairs' 'Parliamentary Under-Secretary of State for Foreign Affairs' |
| Southern Department 1660–1768 Secretary of State for the Southern Department Under-secretary of state for the Southern Department                                           | Colonial Office 1768–1782 'Secretary of State for the Colonies' 'Under-Secretary of State for the Colonies'                                                                 | Home Office 1782–1794 'Home Secretary' 'Under-Secretary of State for the Home Department' | War Office 1794–1801 'Secretary of State for War' 'Under-Secretary of State for War' | War and Colonial Office 1801–1854 'Secretary of State for War and the Colonies' 'Under-Secretary of State for War and the Colonies'                                                                      | Colonial Office 1854–1925 'Secretary of State for the Colonies' 'Under-Secretary of State for the Colonies'                                                                                              | Colonial Office 1925–1966 'Secretary of State for the Colonies' 'Minister of State for the Colonies Under-Secretary of State for the Colonies                                                            | Colonial Office 1925–1966 'Secretary of State for the Colonies' 'Minister of State for the Colonies Under-Secretary of State for the Colonies                                                            | Commonwealth Office 1966–1968 Secretary of State for Commonwealth Affairs Minister of State for Commonwealth Affairs' 'Under-Secretary of State for Commonwealth Affairs'                                | Foreign and Commonwealth Office 1968–2020 Foreign, Commonwealth and Development Office 2020- 'Secretary of State for Foreign and Commonwealth Affairs' 'Minister of State for Foreign Affairs' 'Parliamentary Under-Secretary of State for Foreign Affairs' |
| Southern Department 1660–1768 Secretary of State for the Southern Department Under-secretary of state for the Southern Department                                           | Southern Department 1768–1782 'Secretary of State for the Southern Department' 'Under-Secretary of State for the Southern Department'                                       | Home Office 1782–1794 'Home Secretary' 'Under-Secretary of State for the Home Department' | War Office 1794–1801 'Secretary of State for War' 'Under-Secretary of State for War' | War and Colonial Office 1801–1854 'Secretary of State for War and the Colonies' 'Under-Secretary of State for War and the Colonies'                                                                      | Colonial Office 1854–1925 'Secretary of State for the Colonies' 'Under-Secretary of State for the Colonies'                                                                                              | Dominions Office 1925–1947 'Secretary of State for Dominion Affairs' 'Under-Secretary of State for Dominion Affairs'                                                                                     | Commonwealth Relations Office 1947–1966 'Secretary of State for Commonwealth Relations' 'Minister of State for Commonwealth Relations' 'Under-Secretary of State for Commonwealth Relations'             | Commonwealth Office 1966–1968 Secretary of State for Commonwealth Affairs Minister of State for Commonwealth Affairs' 'Under-Secretary of State for Commonwealth Affairs'                                | Foreign and Commonwealth Office 1968–2020 Foreign, Commonwealth and Development Office 2020- 'Secretary of State for Foreign and Commonwealth Affairs' 'Minister of State for Foreign Affairs' 'Parliamentary Under-Secretary of State for Foreign Affairs' |
| . | . | . | . | . | India Office 1858–1937 'Secretary of State for India' 'Under-Secretary of State for India' | India Office en Burma Office 1937–1947 'Secretary of State for India' 'Under-Secretary of State for India'                                                                                               | Commonwealth Relations Office 1947–1966 'Secretary of State for Commonwealth Relations' 'Minister of State for Commonwealth Relations' 'Under-Secretary of State for Commonwealth Relations'             | Commonwealth Office 1966–1968 Secretary of State for Commonwealth Affairs Minister of State for Commonwealth Affairs' 'Under-Secretary of State for Commonwealth Affairs'                                | Foreign and Commonwealth Office 1968–2020 Foreign, Commonwealth and Development Office 2020- 'Secretary of State for Foreign and Commonwealth Affairs' 'Minister of State for Foreign Affairs' 'Parliamentary Under-Secretary of State for Foreign Affairs' |

- Bibsys: 90331349
- Bibliothèque nationale de France: cb11880875f (data)
- CiNii: DA00815922
- International Standard Name Identifier: 0000 0001 2294 7586
- Library of Congress Control Number: n79100201
- Nationale bibliotheek van Australië: 35142637
- Nationale Bibliotheek van Israël: 987007261905205171
- Système universitaire de documentation: 026590379
- Virtual International Authority File: 147349231